# Терлецька Катерина Валеріївна
Терлецька Катерина Валеріївна (нар. 14 лютого 1980) — науковиця,  українська математикиня, доктор фізико-математичних наук у галузі механіки, досліджує внутрішні хвилі океану, курує напрямок математики в Малій академії наук. Учасниця європейських наукових конференцій, працювала в Кореї та Китаї. Її дослідження пояснюють роль океану у зміні клімату . Завідувачка лабораторії математичних наук НЦ МАН України, cтарший науковий співробітник відділу моделювання морських та річкових систем Інституту проблем математичних машин і систем НАН України

## Життєпис
Народилася 14 лютого 1980 року в Києві. Заміжня. Має двох синів.

## Освіта
1. Києво-Печерський математичний ліцей «Лідер» (1986-1996)
2. Магістр за спеціальністю механіка суцільного середовища, механіко-математичний факультет Київського національного університету ім.Тараса Шевченка, Київ, Україна (2001)
3. Аспірантура (2001-2004). Кандидат фізико-математичних наук (2005), Інститут механіки ім. С. П. Тимошенка НАНУ. Назва роботи «Вплив мікроструктури на поодинокі пружні хвилі зі спеціальними профілями в композитних матеріалах»,  науковий керівник д.ф.-м.н. член-кореспондент НАН України Рущицький Ярема Ярославович
4. Аспен Інститут Київ, Відповідальне лідерство  (2018)
5. Доктор фізико-математичних наук (2019), Інститут Гідромеханіки НАНУ, Київ, Україна. Назва роботи «Динаміка внутрішніх хвиль великої амплітуди», науковий консультант д.ф.-м.н., проф.  Мадерич Володимир Станіславович
6. Школа освітніх управлінців, Києво-Могилянська Бізнес-школа та Освіторія (2021)

## Наукова діяльність
2005       –       до сьогодні –   Інститут проблем математичних машин і систем НАН України
                             2005-2009  –  науковий співробітник,
                             2009  – старший науковий співробітник.
2001-2005 – викладач в Київському національному університеті будівництва та архітектури
2001-2004   –  аспірант Інститут механіки ім. С. П. Тимошенка НАН України
2019 – до сьогодні  - зав. лабораторії Національного центру «Мала академія наук України»
2017-2020  - керівник секції конференції European Geosciences Union General Assembly 2017, 2018, 2019, 2020 Відень, Австрія NH5.6/NP7.4/OS5.5 «Extreme Internal Wave Events: Generation, Transformation, Breaking and Interaction with the Bottom Topography» (Natural Hazards division).
Катерина Терлецька є редактором спеціальних випусків  міжнародного журналу Nonlinear Processes in Geophysics у 2017 , 2021 , 2023 .
2019 – 2022  - комунікаційний координатор підрозділу Natural Hazards Європейського Союзу Наук про Землю (EGU).

## Cоціальна активність
1. Голова ради молодих вчених ІПММС НАНУ з 2015-2020.
2. Керівник семінару  «Дійсна наука» в Київському будинку вчених НАНУ з 2017 року.
3. Науково-популярні лекції в школах. Проведення науково-популярних заходів для школярів.
4. Учасниця європейського проєкту рольових моделей жінок у науці
5. Учасниця проєкту «Дівчата STEM» (2020)
6. Учасниця проєкту STEM IS FEM
7. Офіційний амбасадор в Україні проєкту Global Talent Mentoring
8. Член комісії по роботі з науковою молоддю НАН України
9. Член спортивного клубу Національної Академії Наук «Scientist»
10. Офіційний амбасадор Міжнародного дня математики в Україні

## Громадські проєкти
У листопаді 2020 року на Конкурсі наукових фотографій, який проводила «Вікімедіа Україна», світлина Катерини Терлецької «Стовпчик Тейлора Праудмана, утворений при обертовому русі смуг барвника в рідині» у категорії «Загальна категорія» посіла третє місце  .
- Громадський бюджет міста Києва. Проєкт № 863 «Дійсна наука для Києва», 2021
- Створення першого серіалу з підлітками та науковцями «Майбутня наука» на Sweet TV, 2021[7]
- Освітній проєкт «Дійсна наука» - лекції науковців для школярів України[8]

«Бути дівчиною в математиці — це природно. Хтось може сказати, що математика для хлопців, але з дитинства я бачу талановитих, розумних, сильних жінок, які роблять відкриття, підкорюють великі завдання та не схиляються перед труднощами. Для того, щоби стати науковицею, потрібно вміння щиро дивуватися, водночас важливо йти до кінця, навіть коли нічого не виходить» .
2023 — опубліковано книгу «Клімат у твоїх руках» / У співавторстві з Кузьменко Дмитром, ілюстраторка Ірина Вале. — Харків: Vivat, 2023.

## Нагороди
1. Відзнака Національної Академії наук України для молодих вчених «Талант, натхнення, праця», посвідчення № 121
2. Грант Президента України, 2008
3. Стипендія НАН України для молодих вчених (2010-2011), (2012-2014)
4. Стипендія Президента України для молодих вчених (2008-2009)
5. Гранти для молодих вчених НАН України (2005-2006), (2007-2008), (2009-2010)
6. Лауреатка ІІ Української премії L’ORÉAL-ЮНЕСКО «Для жінок у науці» (2019)
7. Грамота Верховної Ради України від 14 травня 2021 року, № 307-K (2021)
8. Wiki Science Competition, 3 місце (2019)
9. Конкурс наукових фотографій, 3 місце (2020)[6]
10. Переможець грантової програми від KSE Talents for Ukraine (2023)[10]

## Профілі науковця
Google Scholar
ORCID
Scopus